# علي خميس (لاعب كرة قدم إماراتي)
علي خميس المخمري (مواليد 23 مايو 1988) لاعب كرة قدم إماراتي يجيد اللعب في الجناح .
مثل سابقاً نادي عجمان ونادي مسافي.